# Північна залізниця

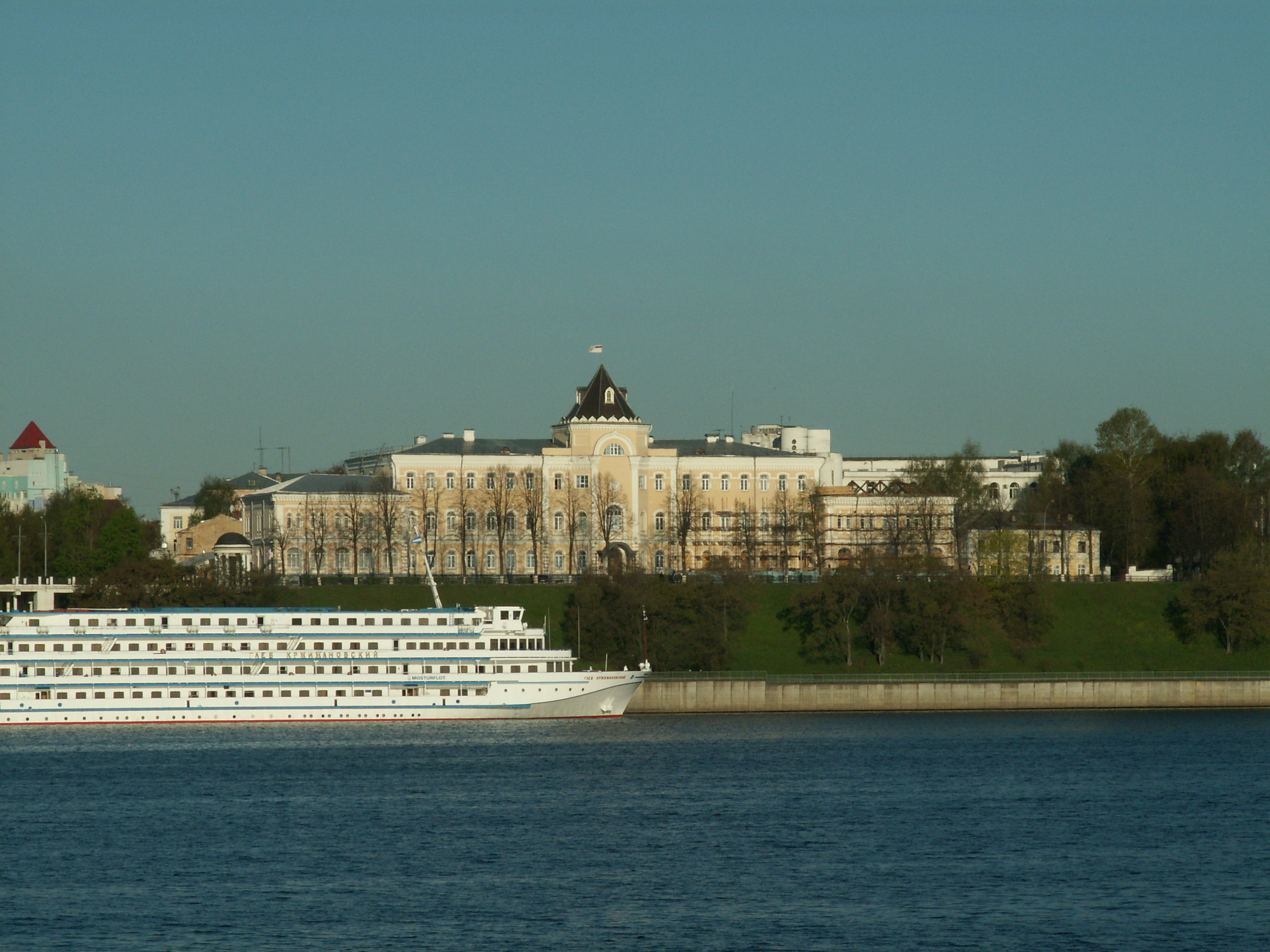
Будівля штаб-квартири, Ярославль

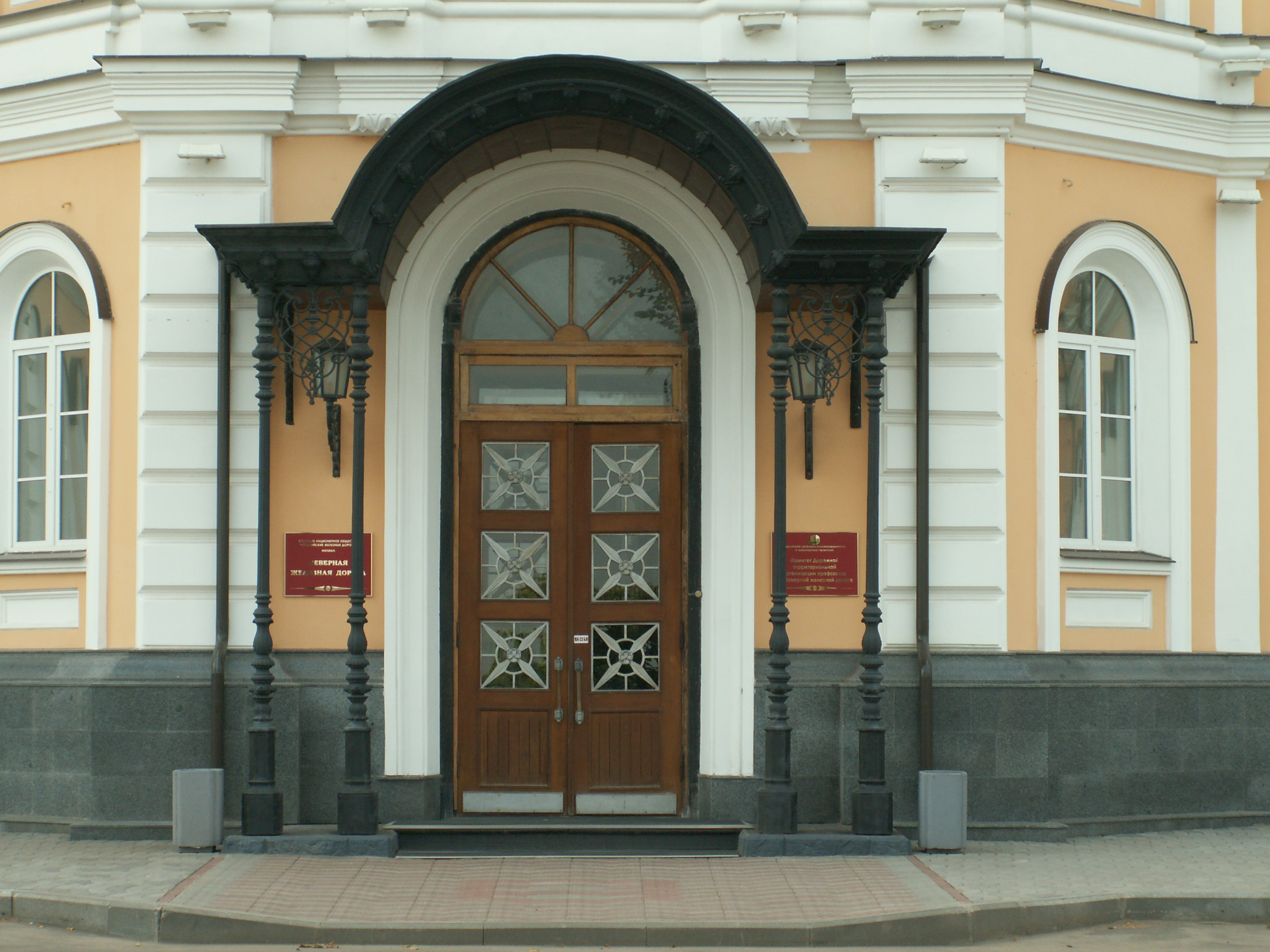
Вхід у будинок правління

Півні́чна залізни́ця (філія РЖД) — розташована на півночі і північному сході Європейської частини Росії у таких областях: Архангельській, Івановській, Костромській, Республіці Комі, Вологодській, Ярославській, Владимирській.
Частково залізничні колії проходять територіями Ямало-Ненецького автономного округу, Карелії, Тверської і Кіровської областей.
Межує з Московською (станції Александров-1 і Бельково), Октябрською (станції Маленьга, Сонково і Кошта) і Горьковською (станції Свєча, Новки I, Сусоловка) залізницями.

## Історія
Північна залізниця — одна з найстаріших магістралей Росії. Першу її дільницю від станції Новки через Шую до Іваново побудовано в 1868.
Дільницю Александров — Ярославль — Вологда побудували та ввели до ладу в 1870—1872, тоді ж побудовано лінії Рибінськ — Сонково і Іваново — Кінешма.
Дільницю Вологда — Архангельськ проклав 1898 року підприємець Сава Мамонтов, причому спочатку вузькою колією, яку згодом перешили на широку колію.
У 1905 відкрито лінію Обухово — Череповець — Вологда, у 1906 — лінію Вологда — Вятка (нині Кіров).
1 січня 1907 Московсько-Ярославська залізниця перейменована на Північні залізниці.
Протягом 1929—1932 введено в експлуатацію електрифіковану дільницю Москва — Загорськ.
У 1936 Північні залізниці за наказом НКШС СРСР № 62Ц від 14 травня 1936 розділені на Північну (управління в Вологді) і Ярославську залізниці.
У 1937—1941 побудована Печорська залізниця від Коноші до Воркути.
Постановою Ради Міністрів СРСР в 1953 Північна і Ярославська залізниці об'єднані у Північну залізницю.
14 липня 1959 на підставі Постанови Ради Міністрів СРСР № 748 від 13 липня 1959 до Північної залізниці приєднана Печорська залізниця. Московсько-Ярославське відділення залізниці 14 липня 1959 було передане до складу Московської залізниці.
До складу залізниці входять такі регіони: Архангельський, Буйський, Вологодський, Сольвичегодський, Сосногорський, Ярославський.

## Електрифікація
Дільниця Александров — Данилов та Ярославль — Кострома електрифіковано постійним струмом 3 кВ. Дільниці Данилов — Вологда — Обозерська, Данилов — Буй, Вологда — Буй, Вологда — Кошта, Буй — Свєча, Обозерська — Унешма електрифікованні змінним струмом 25 кВ.

## Локомотивне господарство
До складу залізниці входять локомотивні депо: Данилов, Вологда, Коноша, Буй, Ісакогорка, Няндома тощо.